# Aspidogyne lindleyana
Aspidogyne lindleyana là một loài thực vật có hoa trong họ Lan. Loài này được (Cogn.) Garay mô tả khoa học đầu tiên năm 1977.